# Lucius Cincius Alimentus
Lucius Cincius Alimentus is een Romeins historicus en politicus.
Hij had een politieke carrière ondergaan en maakte deel uit van de senaat. Verder is hij zeker praetor te Sicilië in 209 v.Chr. Hij was militair actief tijdens de Tweede Punische Oorlog en werd daarbij gevangengenomen door Hannibal. Vanuit deze politieke en militair ervaring heeft hij een geschiedkundig werk opgesteld in het Grieks. Dit werk had een annalistische structuur en verhaalde de Romeinse geschiedenis van de stichting van de stad tot de Tweede Punische Oorlog. Er werden ook autobiografische elementen opgenomen (zijn gevangenschap), maar dit bleef zeer beperkt. Zijn werk was een van de vroegste Romeinse historiografische teksten en enkel Quintus Fabius Pictor is hem hierin voorgegaan. Waarschijnlijk was Pictors invloed op zijn werk vrij groot. Verder heeft hij nog verschillende werken geschreven, waaronder een militair handboek.